# Elezione papale del 1264-1265
L'Elezione papale del 1264-65 si svolse a Perugia dal 12 ottobre 1264 al 5 febbraio 1265 a seguito della morte di papa Urbano IV. Il suo successore fu papa Clemente IV. 

## Situazione generale ed elezione
La situazione politica era alquanto delicata. Urbano IV era morto a Deruta senza aver mai messo piede a Roma. Nonostante le difficili congiunture, i cardinali impiegarono ben quattro  mesi a eleggerne il successore. Fu inoltre uno dei pochi conclavi in cui il Papa eletto era assente, impegnato in missione nel Regno di Francia. Venne scelto come candidato di compromesso per risolvere una situazione di stallo in seno al conclave, scenario piuttosto frequente in quei turbolenti anni di contrasti e divisioni, che vedeva il collegio cardinalizio spaccato nelle due fazioni ghibelline, in supporto a Manfredi, e guelfa, sostenitrice di Carlo d'Angiò. 
Il 22 febbraio venne incoronato nella cattedrale di Perugia.

## Lista dei partecipanti

### Presenti in conclave
| Nome                      | Paese                     | Titolo                                               | Ruolo | Nascita   | Concistoro |
| ------------------------- | ------------------------- | ---------------------------------------------------- | --- | --------- | ---------- |
| Eudes de Châteauroux      | Regno di Francia          | Cardinale vescovo di Frascati                        | Decano del Sacro Collegio | 1190      | 28/05/1244 |
| Enrico da Susa            | Ducato di Savoia          | Cardinale vescovo di Ostia e Velletri                | Legato pontificio emerito in Normandia e Inghilterra                                                                                                | 1210      | 22/05/1262 |
| John da Toledo, O. Cist.  | Regno d'Inghilterra       | Cardinale vescovo di Porto e Santa Rufina            | Archiatra pontificio emerito | 1190 ca.  | 28/05/1244 |
| István Báncsa             | Regno d'Ungheria          | Cardinale vescovo di Palestrina                      | Legato pontificio in Croazia e Dalmazia | 1200 ca.  | 12/1251    |
| Anchero di Troyes         | Regno di Francia          | Cardinale presbitero di Santa Prassede               | Nipote di Urbano IV; Arcidiacono di Laon | 1210 ca.  | 22/05/1262 |
| Riccardo Annibaldi        | Stato Pontificio          | Cardinale diacono di Sant'Angelo in Pescheria        | Cardinale protodiacono; Arciprete della Basilica Vaticana                                                                                           | 1200/1210 | 09/1237    |
| Guillaume de Bray         | Regno di Francia          | Cardinale presbitero di San Marco                    | Arcidiacono del Capitolo della Cattedrale di Parigi                                                                                                 | 1205 ca.  | 22/05/1262 |
| Guy de Bourgougne         | Regno di Francia          | Cardinale presbitero di San Lorenzo in Lucina        | Legato pontificio in Francia; Abate emerito di Citeaux                                                                                              |           | 22/05/1262 |
| Annibaldo Annibaldi, O.P. | Stato Pontificio          | Cardinale presbitero dei Santi XII Apostoli          | Docente di Teologia a Parigi | 1220      | 22/05/1262 |
| Ottaviano degli Ubaldini  | Repubblica di Firenze     | Cardinale diacono di Santa Maria in Via Lata         | Amministratore apostolico emerito di Bologna | 1214      | 28/05/1244 |
| Giovanni Gaetano Orsini   | Stato Pontificio          | Cardinale diacono di San Nicola in Carcere           | Inquisitore Generale; Legato pontificio in Sabina; Cardinale protettore dell'Ordine delle Clarisse; eletto papa con il nome di Niccolò III nel 1277 | 1216      | 28/05/1244 |
| Giordano Pironti          | Stato Pontificio          | Cardinale diacono dei Santi Cosma e Damiano          | Vice-cancelliere emerito di Santa Romana Chiesa; Rettore di Campagna                                                                                | 1210      | 22/05/1262 |
| Ottobono Fieschi          | Repubblica di Genova      | Cardinale diacono di Sant'Adriano al Foro            | Arciprete della Basilica Liberiana di Santa Maria Maggiore; nipote di Innocenzo IV; eletto papa con il nome di Adriano V nel 1276                   | 1205      | 12/1251    |
| Uberto Coconati           | Marchesato del Monferrato | Cardinale diacono di Sant'Eustachio                  | |           | 17/12/1261 |
| Giacomo Savelli           | Stato Pontificio          | Cardinale diacono di Santa Maria in Cosmedin         | Prefetto papale in Toscana; Capitano dell'esercito pontificio; eletto papa nel 1285 con il nome di Onorio IV                                        | 1210      | 17/12/1261 |
| Raoul de Grosparmy        | Regno di Francia          | Cardinale vescovo di Albano                          | Legato pontificio nel Regno di Francia | 1202      | 17/12/1261 |
| Gottifredo di Raynaldo    | Stato Pontificio          | Cardinale diacono di San Giorgio in Velabro          | | 1205 ca.  | 17/12/1261 |
| Matteo Rubeo Orsini       | Stato Pontificio          | Cardinale diacono di Santa Maria in Portico Octaviae | Legato pontificio a Spoleto | 1230 ca.  | 22/05/1262 |

### Assenti in conclave
| Nome              | Paese            | Titolo                                       | Ruolo                                                                                  | Nascita  | Concistoro |
| ----------------- | ---------------- | -------------------------------------------- | -------------------------------------------------------------------------------------- | -------- | ---------- |
| Guy Foucois       | Regno di Francia | Cardinale vescovo di Sabina                  | Legato pontificio nel Regno di Francia; Penitenziere Maggiore; eletto papa             | 1195 ca. | 17/12/1261 |
| Simone Paltanieri | Padova           | Cardinale presbitero di San Martino ai Monti | Legato pontificio in Toscana, Umbria, Lombardia; cardinale protopresbitero             | 1200 ca. | 17/12/1261 |
| Simon de Brion    | Regno di Francia | Cardinale presbitero di Santa Cecilia        | Legato pontificio nel Regno di Sicilia; eletto papa con il nome di Martino IV nel 1281 | 1210     | 17/12/1261 |